# Swale (rivière)
 (juillet 2014).
Si vous disposez d'ouvrages ou d'articles de référence ou si vous connaissez des sites web de qualité traitant du thème abordé ici, merci de compléter l'article en donnant les références utiles à sa vérifiabilité et en les liant à la section « Notes et références ».
Pour les articles homonymes, voir Swale.
La Swale est une rivière du Yorkshire du Nord. Elle se jette dans l'Ure, qui prend un peu plus loin le nom d'Ouse.

## Cours
La Swale est issue des Pennines, dans le Nord-Ouest du Yorkshire de l'Ouest. Elle naît du confluent de deux ruisseaux, le Birkdale Beck et le Great Sleddale Beck. Elle donne son nom au Swaledale, l'un des Yorkshire Dales. La Wiske est son principal affluent.

## Liste de localités traversées
- Keld, Muker, Gunnerside, Low Row, Reeth, Grinton, Richmond, Brompton-on-Swale, Catterick Bridge, Catterick, Great Langton, Little Fencote, Morton-on-Swale, Bedale, Gatenby, Maunby, Pickhill, Skipton-on-Swale, Catton, Baldersby St James, Topcliffe, Cundall, Fawdington, Brafferton, Helperby, Myton-on-Swale